# Cavall Bernat (Colldejou)
El Cavall Bernat és una muntanya de 840 metres que es troba entre els municipis de Colldejou i de Pratdip, a la comarca catalana del Baix Camp.
Aquest cim està inclòs a la llistat dels 100 cims de la FEEC amb el nom de Cavall Bernat de Llaberia.